# Sida variegata
Sida variegata är en malvaväxtart som först beskrevs av August Heinrich Rudolf Grisebach, och fick sitt nu gällande namn av Antonio Krapovickas. Sida variegata ingår i släktet sammetsmalvor, och familjen malvaväxter. Inga underarter finns listade i Catalogue of Life.